# Liebenau (Autriche)
Pour les articles homonymes, voir Liebenau.
Liebenau est une commune autrichienne du district de Freistadt en Haute-Autriche.